# Michael Wilding
Michael Wilding, född 23 juli 1912 i Leigh-on-Sea, Essex, död 8 juli 1979 i Chichester, West Sussex, var en brittisk skådespelare.
Han blev populär i hemlandet på 1940-talet i en rad musikkomedier och kom till Hollywood i mitten på 1950-talet. Bland hans mest kända filmer märks Havet är vårt öde (1942), Farväl Piccadilly (1946) och Min längtan är du (1953). Hans sista film var Lady Caroline Lamb (1972).
Åren 1952–1957 var han gift med Elizabeth Taylor, med vilken han fick två söner.
Wilding slog ihjäl sig då han föll i en trappa under ett epileptiskt anfall.

## Filmografi i urval
- 1940 – Konvoj
- 1940 – Tre vindögda sjömän
- 1941 – Mr Kipps
- 1941 – Cottage to Let
- 1942 – Havet är vårt öde
- 1942 – Havets flygande eskader
- 1943 – Undercover
- 1946 – Farväl Piccadilly
- 1947 – En idealisk äkta man
- 1949 – Under Capricorn
- 1950 – Rampfeber
- 1952 – Nätet
- 1953 – Min längtan är du
- 1954 – Sinuhe egyptiern
- 1955 – I hemlig tjänst
- 1955 – Slottsbalen
- 1956 – Zarak - kvinnorövaren
- 1959 – Att rymma eller inte rymma
- 1960 – Kärlek i Hongkong
- 1961 – Den Nakna eggen
- 1962 – Oss fiender emellan
- 1968 – Red Roses for the Fuhrer
- 1973 – Frankenstein: The True Story